# Futbol a Mali
El futbol és l'esport més popular a Mali.

## Història

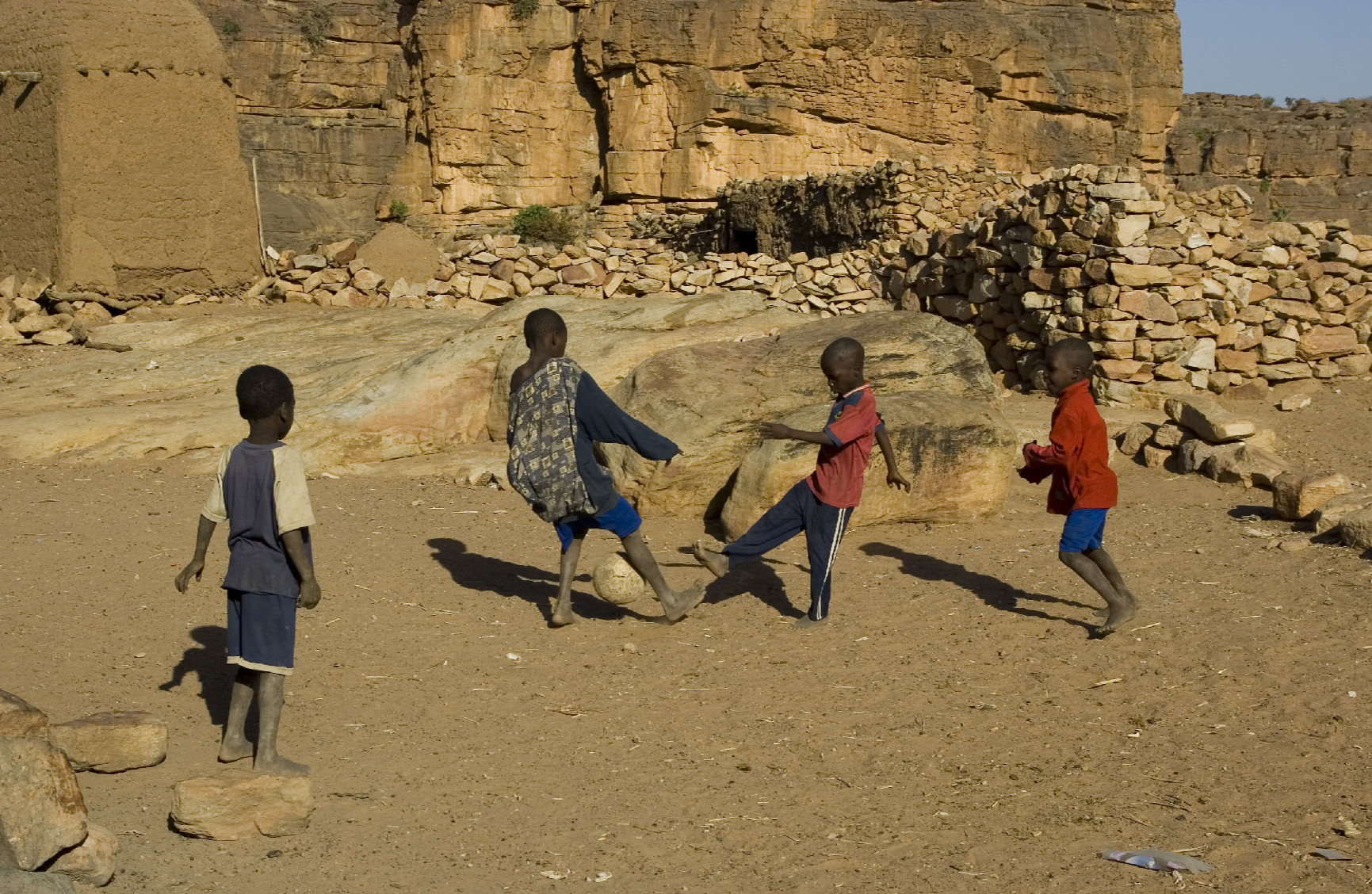
Nens malians jugant a futbol.

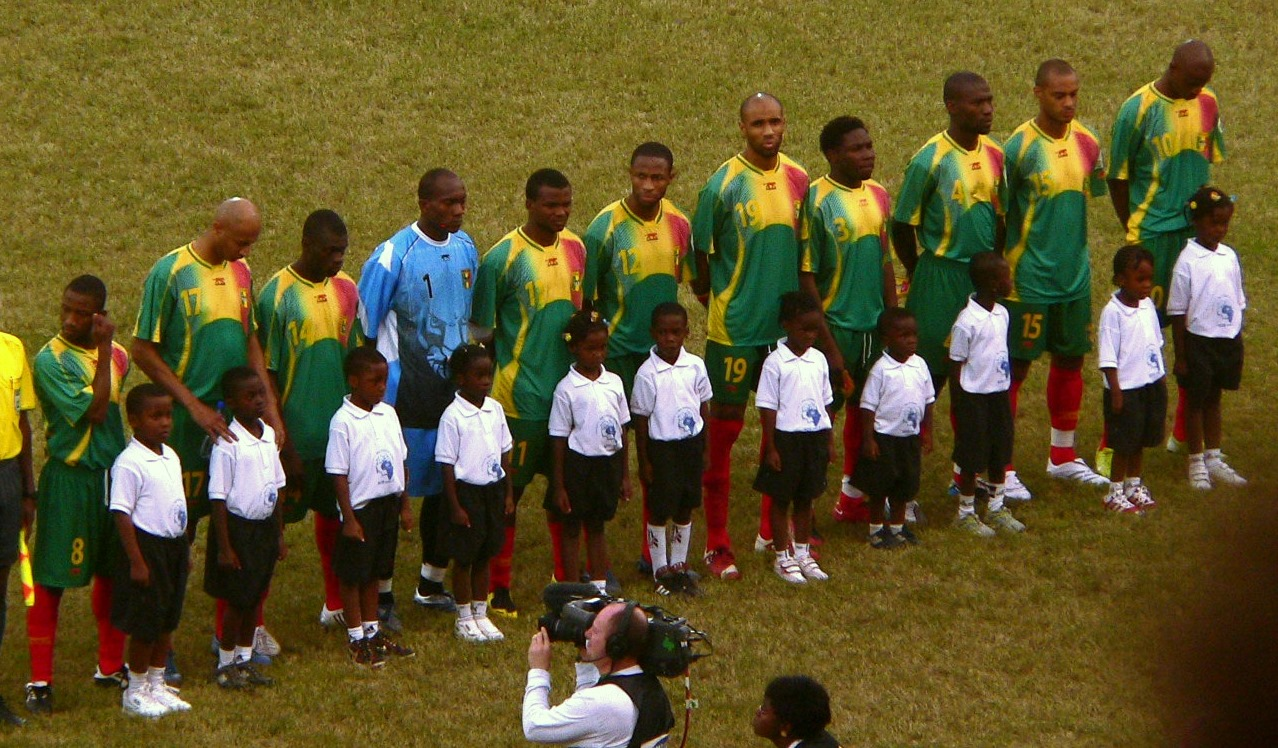
Selecció de Mali el 2008.

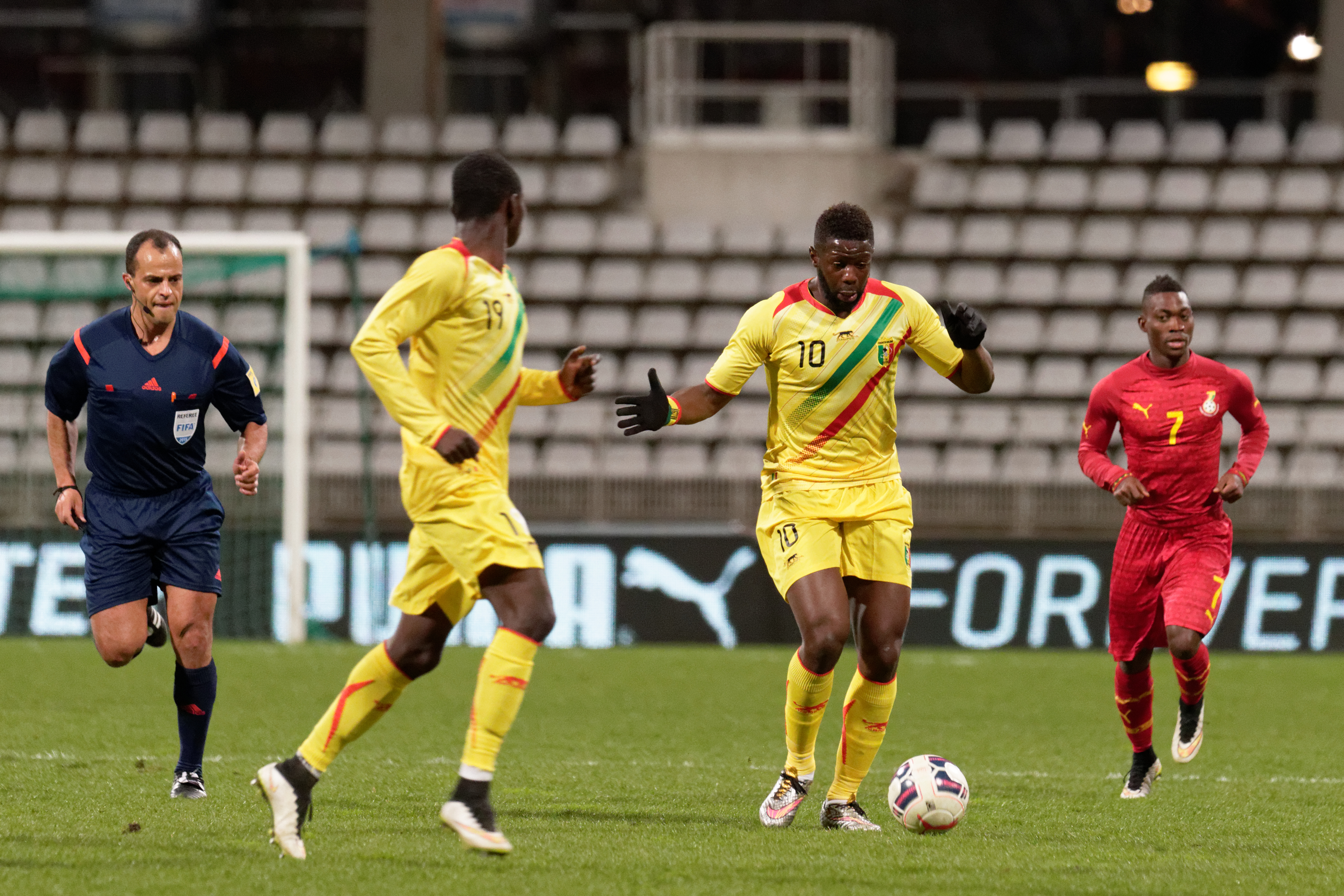
Selecció de Mali en un partit contra Ghana el 2015.

El futbol va ser introduït al país per la colònia francesa, quan aquest s'anomenava Sudan Francès, a començament de segle xx. El primer club, Jeanne d'Arc du Soudan, va ser fundat el 1938. Més tard aparegueren Foyer du Soudan (amb el nom Amicale Sportive) i JA du Soudan.

## Competicions
- Lligues:
  - Lliga maliana de futbol
- Copes:
  - Copa maliana de futbol
  - Supercopa maliana de futbol

## Principals clubs
Clubs amb més títols nacionals a 2019.
- Djoliba Athletic Club
- Stade Malien
- AS Real Bamako
- Cercle Olympique de Bamako
- AS Onze Créateurs de Niaréla
- Union Sportive de Bougouni
- Association Sportive de Bamako
- USFAS Bamako
- Association Sportive Sigui Kayes
- Association Sportive Nianan

## Jugadors destacats
Fonts:
Des de 1960
- Keita Omar Barrou
- Kidian Diallo
- Karounga Keïta

Des de 1970
- Fantamady Keita
- Mamadou Keïta
- Salif Keïta

Des de 1980
- Ousmane Farota

Des de 1990
- Ibrahim Sory Touré

Des de 2000
- Adama Coulibaly
- Soumaila Coulibaly
- Souleymane Diamouténé
- Drissa Diakité
- Mahamadou Diarra
- Fousseni Diawara
- Frédéric Kanouté
- Cédric Kanté
- Seydou Keita
- Mohamed Sissoko
- Adama Tamboura

Des de 2010
- Cheick Diabaté
- Modibo Maïga
- Samba Sow
- Abdou Traoré

## Principals estadis

Estadi 26 de Març.

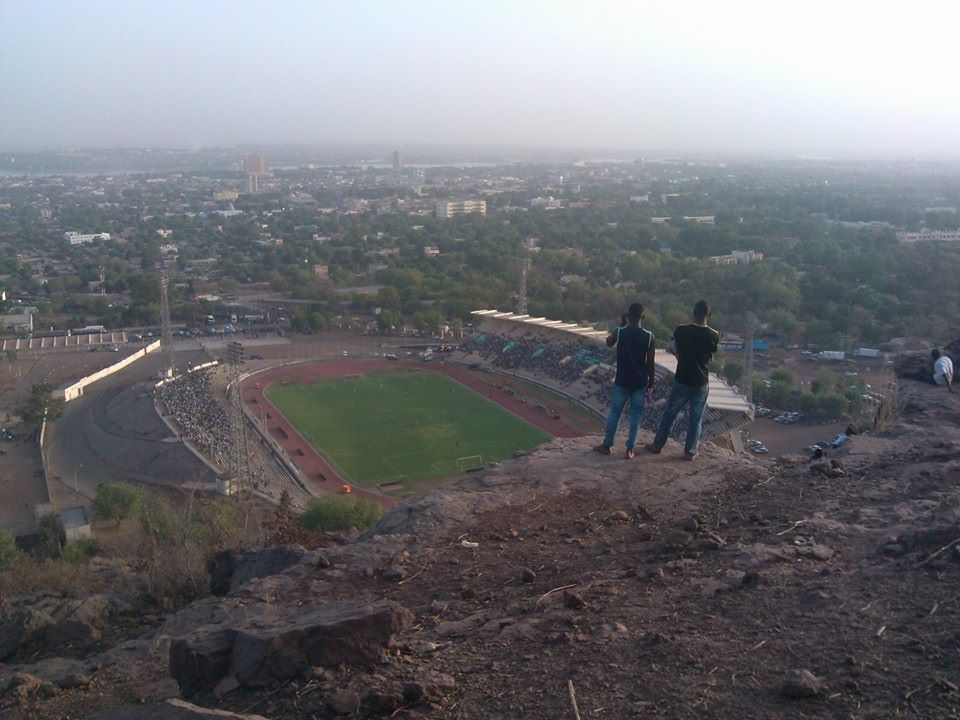
Estadi Modibo Kéïta.

| # | Estadi              | Capacitat | Ciutat |
| - | ------------------- | --------- | ------ |
| 1 | Estadi 26 de Març   | 55.000    | Bamako |
| 2 | Estadi Modibo Kéïta | 35.000    | Bamako |